# 단백질 공학
단백질 공학(蛋白質工學, protein engineering)은 유용하거나 가치있는 단백질을 개발하는 과정이다. 그것은 단백질 접힘과 단백질 설계 대한 많은 이해가 필요한 학문이다.
단백질 공학은 종종 자연에서 발견되는 아미노산 서열을 변경하여 비천연 폴리펩티드의 설계 및 생산을 통해 유용하거나 가치 있는 단백질을 개발하는 과정이다. 이는 단백질 폴딩의 이해와 단백질 설계 원리에 대한 인식에 대한 많은 연구가 진행되고 있는 젊은 분야이다. 그것은 산업 촉매 작용을 위한 많은 효소의 기능을 향상시키는 데 사용되었다. 또한 2017년까지 1,680억 달러로 추산되는 제품 및 서비스 시장이다.
단백질 공학에는 두 가지 일반적인 전략이 있다: 합리적 단백질 설계와 유도 진화. 이러한 방법은 상호 배타적이지 않다. 연구자들은 종종 이 두 가지를 모두 적용한다. 미래에는 단백질 구조와 기능에 대한 보다 자세한 지식과 고처리량 스크리닝의 발전으로 단백질 공학의 능력이 크게 확장될 수 있다. 결국에는 유전자 코드에 새로운 아미노산을 암호화할 수 있는 확장된 유전자 코드와 같은 새로운 방법을 통해 비천연 아미노산도 포함될 수 있다.

## 같이 보기
- 유전공학
- 단백체학
- 단백체
- 구조생물학
- 합성생물학